# José María Dagnino Pastore
José María Dagnino Pastore (n. 19 de noviembre de 1933) es un empresario, banquero y economista argentino de corriente liberal que se desempeñó dos veces como ministro de Economía de la Argentina, en ambas ocasiones integrando el equipo de gobierno de dictaduras militares. En la primera oportunidad se desempeñó bajo el mando del presidente de facto Juan Carlos Onganía, durante la dictadura autodenominada Revolución Argentina (1966-1973). En la segunda oportunidad se desempeñó bajo el mando del presidente de facto Reynaldo Bignone, durante la dictadura autodenominada Proceso de Reorganización Nacional (1976-1983).

## Biografía
José María Dagnino Pastore realizó sus estudios universitarios en la Universidad Nacional de La Plata recibiéndose de Contador Público y Doctor en Ciencia Económicas en 1954. Luego realizó estudios de posgrado en Estados Unidos obteniendo una Maestría (MA) en Economía en la Universidad de California en 1961 y el Doctorado (PhD) en Economía en la Universidad de Harvard en 1963.
Fue docente y Profesor en la Facultad de Ciencias Económicas de la Universidad Nacional de La Plata (1953-6), en la Facultad de Ciencias Económicas (1956-7, 1958-9 y 1963-6) y de la Facultad de Derecho (2002-5) de la Universidad de Buenos Aires y en el Departamento de Economía y en el Centro de Asuntos Internacionales de la Universidad de Harvard (1961-3 y 1982). Profesor, Consejero y Decano en la Universidad Católica Argentina (entre 1963 y 2016).
Fue asesor de la Secretaría de Comercio e Industria (1954-5, presidencia del Gral. Perón), Jefe del Centro de Estudios del Ministerio de Comercio e Industria (1956, presidencia del Gral. Aramburu) y asesor, cedido por la Universidad, de la Secretaría de Relaciones Económicas y Sociales de la Presidencia de la Nación (1959, Dr. Frondizi).
Fue Ministro de Economía de la Provincia de Buenos Aires (1966-8, Gobernador Gral. Imaz); Secretario del Consejo Nacional de Desarrollo (CONADE, 1968-9) y Ministro de Economía y Trabajo de la Nación (1969-70), presidencia del Gral. Onganía. En 1969 presidió la 25º Asamblea del Fondo Monetario Internacional (FMI).
Desde los años 70 se desempeñó como consultor, asociado con el Ing. Conrado Bauer y luego con los Dres. Mario Brodersohn y Alieto Guadagni en Econométrica. Fue Embajador a cargo de la Representación Financiera en Europa (1976-8, presidencia del Gral. Videla) y de nuevo Ministro de Economía de la Nación (1982, presidencia del Gral. Bignone).
Como empresario ha sido directivo en Ramón Chozas, Loma Negra, Air Liquide, Banco Crédit Lyonnais, Banco Sudameris y Pirelli. Ejerció la Vicepresidencia del Fondo Nacional de Las Artes, acompañando a la Sra. Fortabat (1990-2001, presidencias de los Dres. Menem y de la Rúa).
Presidió la Fundación de la Bolsa de Comercio de Buenos Aires y la Academia Nacional de Ciencias Económicas (ANCE) y fue miembro de los Comités Ejecutivos de la Fundación de Investigaciones Económicas Latinoamericanas (FIEL), del Consejo Argentino para las Relaciones Internacionales (CARI) y de Diálogo Interamericano y de los Consejos Honorarios de la Sociedad Italiana de Beneficencia (Hospital Italiano) y de la Fundación Libertad y Progreso.

## Publicaciones
Ha escrito varios libros, entre ellos:
- El Proceso Energético Nacional  (1957)
- Criterios de Inversión y Desarrollo Económico  (1959)
- The Automobile Industry, A Case Study   (1961)
- Balanced Growth   (1963)
- Ingreso y Dinero, Argentina, Tesis   (Premiado, 1964)
- (con de Pablo, J. C.) Multiplicadores de la base monetaria . Estudios económicos, 4(7/8), 17–50. 1965
- La Industria del Tractor en Argentina   (1966)
- Ordenamiento y Transformación de la Economía Bonaerense   (1968)
- Política Económica Argentina   (1970)
- Costos y Financiamiento Educativo en América Latina" (1976)
- Garantías Multilaterales: Evaluación y Propuesta   (1980)
- Programas Óptimos de Inversión Pública bajo Racionamiento Financiero   (1983)
- Capitalización de Deudas Externas   (1988)
- Crónicas Económicas, Argentina   (1988)
- L´OIT dans un Monde en Mutation   (1994)
- La Nueva Economía Institucional   (1995)
- El Nuevo Look de la Economía Argentina   (1995)
- La Cambiante Nación   (1998)
- Sobre Economía de las Artes   (2003)
- Puntos de Vista sobre Federalismo   (2004)
- Aportes de la Economía al Derecho Contractual   (2005)
- La Organización Territorial de la Actividad Económica   (2006)
- Los Efectos Económicos de la Promoción Regional   (2007)
- Economía Pública. Colección de Ensayos   (2007)
- El Enfoque de la Opción Pública   (2011)
- El Rol de la Información en la Sociedad   (2011)

### Fuente
- "Dagnino Pastore, página oficial"